# Licitationen
Licitationen eller Licitationen – Byggeriets Dagblad er et dansk dagblad udgivet siden 1908. Avisen udkommer alle hverdage året rundt og henvender sig til alle parter i bygge- og anlægsbranchen: entreprenører, håndværkere, bygherrer, arkitekter, rådgivende ingeniører og byggematerialeproducenter med fokus på de politiske, økonomiske og tekniske aspekter.

## Oplag og læsertal
I 2013 var oplaget ifølge Dansk Oplagskontrol på 3.243 samt et læsertal på 14.000 ifølge Gallup. Ifølge Gallup havde Licitationen ca. 19.000 læsere i 2020.

## Historie
Licitationen har siden starten i 1908 haft skiftende ejere og blev i 2002 overtaget af Aller Business, der ville opbygge en stor dansk fagbladsvirksomhed. Den 1. januar 2010 blev Licitationen overtaget af Danske Fagmedier. Danske Fagmedier blev i 2014 overtaget af Nordjyske Medier, som samme år indsatte en ny ledelse.